# Viridomaros (Éduen)
Pour les articles homonymes, voir Viridomaros.
Viridomaros était un aristocrate gaulois du peuple des Éduens qui participa à l'insurrection contre César en 52 av. J.-C..

## Famille
Selon César, il était issu d'une famille aristocratique Eduenne. Il est plus probablement issu de la petite aristocratie plutôt que d'un milieu modeste. 
« Eporedorix Haeduus, summo loco natus adulescens et summae domi potentiae, et una Viridomarus, pari aetate et gratia, sed genere dispari, quem Caesar ab Diuiciaco sibi traditum ex humili loco ad summam dignitatem perduxerat [...] »

« L’Héduen Eporédorix, jeune homme de très grande famille et très puissant dans son pays, et avec lui Viridomaros, de même âge et de même crédit, mais de moindre naissance, que César, sur la recommandation de Diviciacos, avait élevé d’une condition obscure aux plus grands honneurs [...] »

## Biographie
Viridomaros est l'un des chefs gaulois lors de l'insurrection de 52 av. J.-C.. Il nous est connu par les Commentaires sur la Guerre des Gaules de Jules César. D'après César il était alors, comme son concitoyen Éporédorix, un jeune homme (adulescens). Il avait cependant un fort prestige. Ses origines étaient moins glorieuses par rapport à Eporédorix et il devait son ascension à César, sur recommandation de Diviciacos. 
Parvenu aux plus hautes dignités - sans doute une des magistratures éduennes - il fut fortement impliqué dans les conflits politiques qui agitaient les Éduens. Ainsi, il s'était engagé fortement lors du conflit opposant Cotos à Convictolitavis, prenant des positions opposées à celle d'Éporédorix.
Lors du siège de Gergovie, l'Éduen Litaviccos le prétend mort et répand la rumeur de son exécution par les Romains afin d'obtenir la défection des cavaliers éduens qui devaient appuyer César. Grâce à Éporédorix César peut cependant déjouer la supercherie. La fidélité de Viridomaros au chef romain ne dure cependant pas : après l'échec de César devant Gergovie, Viridomaros et Éporédorix lui font défection. Ayant quitté les troupes de César pour aller tenter de rétablir la situation en pays éduen, ils changent de camp une fois parvenu à Noviodunum et passent aux côtés de Vercingétorix. Ils massacrent alors la petite garnison de Noviodunum (souvent identifié à Nevers) et les marchands romains qui s'y trouvaient, se partagent les richesses de la ville avant de l'incendier ne pouvant la conserver et ne souhaitant pas laisser de ravitaillement à César. Ayant levé des troupes, ils continuent la politique de la terre brûlée destinée à repousser l'armée césarienne.
César attribue toutefois leurs actions plus à l'ambition personnelle qu'à un ralliement sincère à Vercingétorix : nourrissant de hautes ambitions, ils ne se seraient subordonnés qu'à contre-cœur à l'autorité du chef Arverne : leur cité, il est vrai semblait perdre alors le premier rang que César lui avait rendu.
Après le début du siège d'Alésia, Viridomaros est choisi par l'assemblée des chefs gaulois révoltés pour diriger l'armée de secours avec Commios l'Atrébate, Vercassivellaunos un Arverne et l'Éduen Éporédorix. Ils se trouvent alors, selon César,  à la tête de 8000 cavaliers et 140 000 fantassins rassemblés en territoire éduen. Cette armée de secours est destinée à briser le siège, mais n'y parvient pas. On perd ensuite la trace du personnage.

## Sources
- Jules César, Commentaires sur la Guerre des Gaules, texte établi et traduit par L.-A. Constans revu par A. Balland, Paris, 1995.
- Venceslas Kruta, Les Celtes. Histoire et dictionnaire des origines à la romanisation et au christianisme, Robert Laffont, coll. « Bouquins », Paris, 2000,  (ISBN 2-7028-6261-6).

Wikisource
- Jules César, Commentaires sur la Guerre des Gaules